# В'юнки (Росія)
В'юнки́ (рос. Вьюнки) — село складі Наровчатського району Пензенської області, Росія.
Населення — 213 осіб (2010; 238 у 2002).
Національний склад станом на 2002 рік:
- росіяни — 98 %